# 本西利翁
本西利翁，是西班牙阿拉贡自治区韦斯卡省的一个市镇。总面积10平方公里，总人口468人（2001年），人口密度47人/平方公里。